# ألبيرت رييرا
ألبيرتو رييرا أورتيغا (15 أبريل 1982

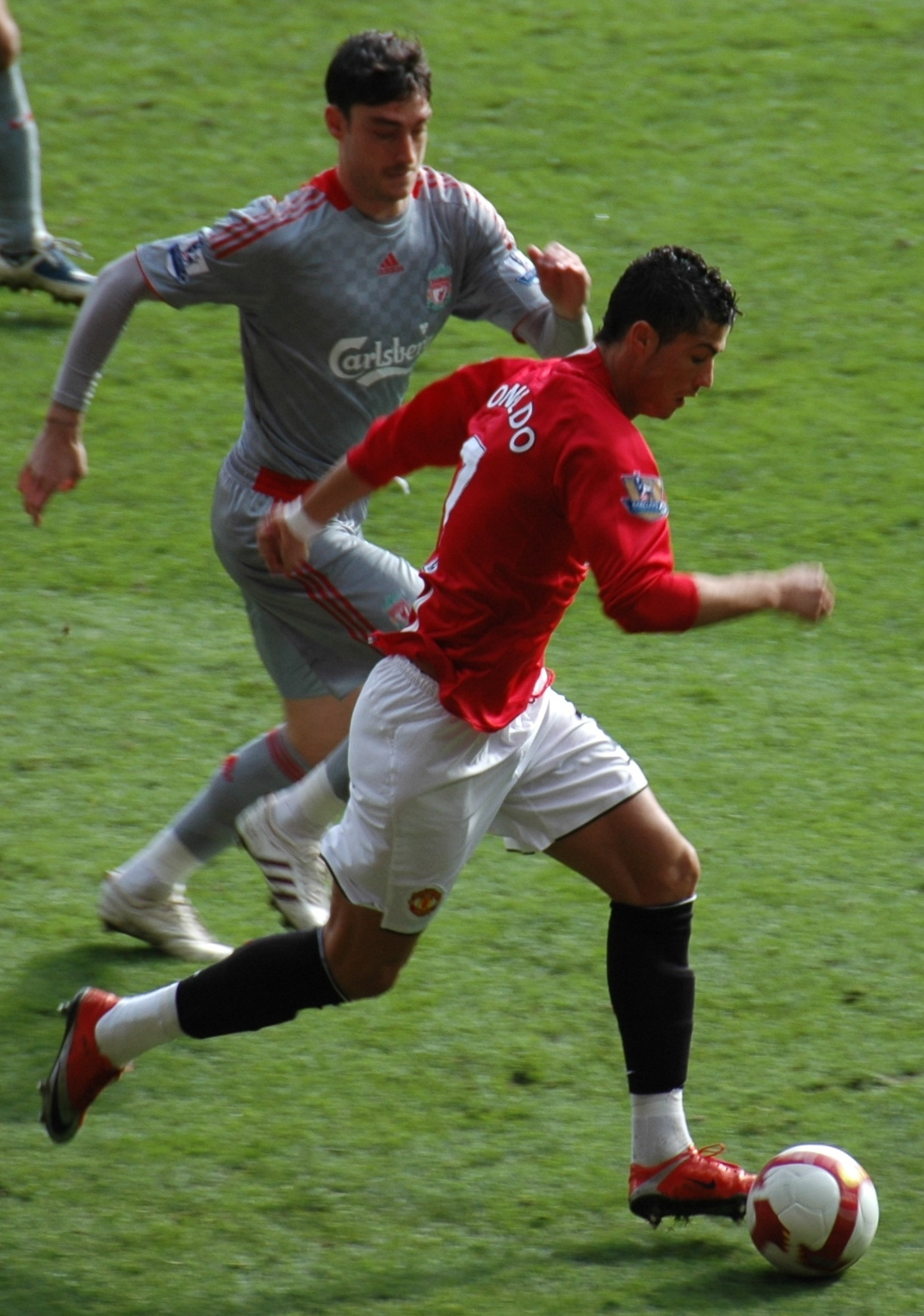
ألبيرت رييرا في مباراة ليفربول وماشنستر يونايتد.

 في ماناكور) (بالإسبانية: Alberto Riera Ortega) لاعب كرة قدم إسباني يلعب حاليا لنادي غلطة سراي التركي ولعب أيضا لاولمبياكوس اليوناني في مركز الجناح. و قد انتقل له في 2010 قادما من نادي ليفربول الإنجليزي الذي لعب له منذ 2008 و حتى 2010.
لعب رييرا في أندية ريال مايوركا (1999-2003) بوردو (2003-2005) إسبانيول (2005-2008) مانشستر سيتي بالإعارة (2006) .
ساهم رييرا في تتويج نادي ريال مايوركا ببطولة كأس إسبانيا موسم 2002/2003 .
شارك رييرا مع منتخب إسبانيا في 13 مباراة دولية مسجلا 3 أهداف منذ 2007 . أول مباراة دولية كانت في 13 أكتوبر أمام منتخب الدنمارك وانتهت بالفوز 3/1 وسجل الهدف الثالث بتسديدة من خارج منطقة الجزاء وذلك ضمن تصفيات كأس الأمم الأوروبية لكرة القدم 2008 التي أقيمت نهائياتها في النمسا وسويسرا معا . تم استدعائه للمشاركة في بطولة كأس القارات 2009 التي أقيمت في جنوب أفريقيا . شارك في المباراة الأولى أمام منتخب نيوزيلندا والتي انتهت بالفوز 5/0 ثم غاب عن المباراة الثانية أمام منتخب العراق ولكنه عاد أساسيا في المباراة الثالثة أمام منتخب جنوب أفريقيا التي انتهت بالفوز 2/0 . شارك أساسيا في الدور النصف النهائي أمام منتخب الولايات المتحدة ولكنه لم يقدم أداء عالي المستوى فتم استبداله وانتهت المباراة بالخسارة 0/2 .

## مسيرته الكروية
لعب ألبيرت رييرا خلال مسيرته الاحترافية مع 12 ناديًا في ثلاثة وعشرون موسمًا وسجل خلالها 40 هدف ضمن 391 مباراة. حيث فاز في ثلاثة مواسم بالكأس وفي ثلاثة مواسم بالدوري.
خاض ألبيرت رييرا مسيرته مع نادي ريال مايوركا ب في موسم 1999–00 واستمر معه طيلة ثلاثة مواسم، مشاركًا في 54 مباراة سجل خلالها 7 أهداف. ثم انتقل إلى نادي ريال مايوركا في موسم 2000–01 في المرة الأولى واستمر معه طيلة ثلاثة مواسم ثم في موسم 2014–15 لمدة موسم واحد، حيث شارك طوالها في 50 مباراة سجل خلالها 6 أهداف. لينتقل بعدها إلى نادي جيروندان بوردو في موسم 2003–04 ولمدة موسمين، مشاركًا في 53 مباراة سجل خلالها 4 أهداف. ثم انتقل إلى نادي إسبانيول في موسم 2005–06 واستمر معه طيلة ثلاثة مواسم، مشاركًا في 72 مباراة سجل خلالها 8 أهداف. هذا وانتقل لاحقًا إلى نادي ليفربول في موسم 2008–09 ولمدة موسمين، مشاركًا في 40 مباراة سجل خلالها 3 أهداف. ثم انتقل بعدها إلى نادي أولمبياكوس في موسم 2010–11 لمدة موسم واحد، مشاركًا في 26 مباراة سجل خلالها 6 أهداف. ليعود وينتقل من جديد، لكن هذه المرة إلى نادي غلطة سراي في موسم 2011–12 واستمر معه طيلة ثلاثة مواسم، مشاركًا في 60 مباراة سجل خلالها 3 أهداف. لينتقل بعدها إلى نادي واتفورد في موسم 2013–14 لمدة موسم واحد، مشاركًا في 8 مباريات سجل خلالها هدفًا واحدًا. ثم لعب في نادي كوبر في موسم 2015–16 لمدة موسم واحد، مشاركًا في مباراة ولم يسجل أي هدف.

## وصلات خارجية
- BDFutbol profile
- National team data
- Liverpool historic profile
- ألبيرت رييرا على موقع الاتحاد الدولي (مؤرشف)  (الإنجليزية)
- ألبيرت رييرا على موقع الاتحاد الأوربي (الإنجليزية)
- ألبيرت رييرا على موقع اتحاد تركيا (لاعب) (الإنجليزية)
- ألبيرت رييرا على موقع قاعدة بيانات كرة القدم.إي يو (الإنجليزية)
- ألبيرت رييرا على موقع بيانات كرة القدم. دي إي (الألمانية)
- ألبيرت رييرا على موقع ليكيب (الفرنسية)
- ألبيرت رييرا على موقع ناشيونال فوتبول تيمز (الإنجليزية)
- ألبيرت رييرا على موقع Soccerbase.com (لاعب) (الإنجليزية)
- ألبيرت رييرا على موقع Soccerway.com (الإنجليزية)
- ألبيرت رييرا على موقع عالم كرة القدم.نت (الإنجليزية)
- Transfermarkt profile